# Sándor Hautzinger
Sándor Hautzinger (* 21. November 1885 in Lébény; † 2. Mai 1973 in Budapest) war ein ungarischer Ruderer, Ringer und Bandyspieler.

## Sport
Sándor Hautzinger wurde 1905 ungarischer Meister in der Mittelgewichtsklasse des Freistilringens.
Als Ruderer gehörte er von 1905 bis 1935 dem Pannónia Evezős Egylet an und gewann von 1905 bis 1914 ununterbrochen die Vienna Internation Rowing Regatta. Auf nationaler Ebene wurde er 19-facher Meister im Vierer mit Steuermann sowie im Achter. Bei mehreren Europameisterschaften konnte Hautzinger 2 Silber- und 3 Bronzemedaillen gewinnen. Darüber hinaus nahm er an den Olympischen Sommerspielen 1908, 1924 und 1928 teil. Jedoch ohne einen Medaillengewinn. Nach seinem Rücktritt vom Rudersport war Hautzinger zwischen 1932 und 1936 Nationaltrainer der ungarischen Nationalmannschaft.
Von 1911 bis 1914 war er zudem als Bandyspieler bei Ferencváros Budapest aktiv.

## Familie
Sein Schwager Sándor Kleckner und dessen Sohn Sándor von Korompay waren ebenfalls Ruderer des Pannónia Evezős Egylet.